# Teología constructiva
Teología constructiva es la redefinición de lo que históricamente ha sido conocido como teología sistemática. La razón de esta nueva evaluación se deriva de la idea de la teología sistemática. Los teólogos constructivistas han intentado desarrollar una teoría coherente que pasa a través de las diferentes doctrinas dentro de la tradición (cristología, escatología, Pneumatología, etc.). El problema subyacente es que este tipo de estudio en la construcción de un sistema de la teología, ciertos elementos son dejados al margen, o forzados, a fin de mantener la coherencia del conjunto del sistema.
En respuesta a esta realidad, algunos teólogos (Sallie McFague, Catherine Keller, Young-Ho Chun) consideran que el término "sistemático" ya no es exacta en Referencia a la teología, y prefieren el lenguaje de la teología constructiva. Si bien no es un defensor de la lengua de la "teología constructiva ', Karl Barth critica con frecuencia a la práctica de la sistematización de la teología o de la estructuración de un sistema coherente sobre una base filosófica ajena a la teología de la propia interna de los compromisos.
Teologíaconstructivoes también el título de una revista sobre el tema.

## Más información
- Teología Constructiva: un enfoque de la Música Clásica Contemporánea Temas, eds. Alteza Serenísima Jones y Paul Lakeland
- Teología Constructiva cristiana en la Iglesia en todo el mundo, William R. Barr
- Teología Cristiana Feminista: Una Interpretación Constructiva, Denise L. Carmody
- Teología Natural Constructiva , Newman Smyth

- Datos: Q5164503